# Tesan
Tesan (en francès Thézan-des-Corbières) és un municipi francès situat al departament de l'Aude i a la regió d'Occitània.